# Amici di Maria De Filippi (nona edizione, fase serale)
La nona edizione del talent show musicale Amici di Maria De Filippi è andata in onda nella sua fase serale dal 17 gennaio al 29 marzo 2010 in prima serata su Canale 5 per undici puntate con la conduzione di Maria De Filippi. Le prime otto puntate sono andate in onda di domenica, mentre le ultime tre sono andate in onda di lunedì.
| Vincitori            | Vincitori         |
| Amici 9              | Emma              |
| -------------------- | ----------------- |
| Premio della Critica | Pierdavide Carone |

## Regolamento
Il regolamento del serale prevede una serie di sfide tra componenti di opposte squadre al termine delle quali si stabilisce la vittoria dell'una o dell'altra squadra. La squadra vincente ha quindi la possibilità di nominare (per maggioranza di voti), uno dei componenti della squadra sconfitta che è sottoposto prima alla decisione del pubblico (tramite la classifica di gradimento) ed eventualmente della commissione.
Il candidato all'eliminazione è salvato dalla classifica se si trova nelle prime posizioni (il numero delle persone salvabili varia di puntata in puntata, in proporzione al numero dei partecipanti rimasti), in caso contrario è sottoposto al giudizio della commissione che decide se salvare o meno il concorrente. Qualora la persona nominata venga salvata, si procede con un'altra votazione da parte della squadra vincente. Nel caso in cui tutti i componenti vengano salvati (per classifica o grazie alla commissione), viene eliminato il concorrente della squadra sconfitta che occupa la posizione più bassa nella classifica di gradimento.
A partire dalla quarta puntata, a fronte di critiche sulla dubbia obiettività da parte della commissione nella votazione di salvataggio, il meccanismo viene modificato duplicando le sfide a squadre e introducendo una sfida di ballottaggio tra gli eliminati dalle due sfide, inizialmente valutata dalla commissione, successivamente dal televoto a casa.
Nelle ultime puntate il meccanismo di sfide a squadre viene meno, introducendo nuovamente delle sfide dirette tra i concorrenti fino all'accesso alla finale. Con questo meccanismo viene eliminato ogni settimana un singolo componente di una delle squadre, salvo esplicita decisione della commissione di un'ulteriore eliminazione.
La puntata finale si svolge tra quattro sfidanti secondo il consueto meccanismo per cui l'ultimo in classifica ha diritto di scegliere il proprio sfidante, il vincitore sceglie il successivo fino alla sfida finale per la vittoria. Il primo classificato vince un premio di 200.000 euro. Viene assegnato ad uno dei finalisti il premio della critica, una borsa di studio del valore di 50.000 euro.

## Concorrenti
Come nell'edizione precedente, i 14 concorrenti ammessi dalla fase iniziale alla fase finale sono stati divisi equamente in 2 squadre da 7 componenti ciascuna: i Bianchi e i Blu. Ogni concorrente ballerino è stato seguito in particolar modo da un preparatore. I concorrenti cantanti, invece, hanno scelto un preparatore di tecnica vocale tra Charlie Rapino, Grazia Di Michele e Loretta Martinez; Giuseppe Vessicchio, che nella fase iniziale aveva il compito di preparare i cantanti, come da tradizione, durante la fase serale esegue il compito di direttore d'orchestra.
| Squadra Bianca | Squadra Bianca           | Squadra Bianca |  | Squadra Blu | Squadra Blu                | Squadra Blu  |
| Posizione      | Nome                     | Disciplina     |  | Posizione   | Nome                       | Disciplina   |
| -------------- | ------------------------ | -------------- |  | ----------- | -------------------------- | ------------ |
| 1              | Emmanuela "Emma" Marrone | canto          |  | 2           | Loredana Errore            | canto        |
| 3              | Pierdavide Carone        | cantautorato   |  | 4           | Matteo Macchioni           | lirico       |
| 5              | Stefano De Martino       | ballo          |  | 6           | Elena D'Amario             | ballo        |
| 9              | Grazia Striano           | ballo          |  | 7           | Rodrigo Almarales Gonzalez | ballo        |
| 10             | Michele Barile           | ballo          |  | 8           | Enrico Nigiotti            | cantautorato |
| 12             | Stefanino Maiuolo        | canto          |  | 11          | Borana Qirjazi             | ballo        |
| 14             | Anna Altieri             | canto          |  | 13          | Angelo Iossa               | canto        |

## Commissione

### Commissione interna

#### Canto
- Grazia Di Michele   BIANCHI   preparatore di Pierdavide, Stefanino e Anna
- Gabriella Scalise[2] - assistente di Grazia Di Michele
- Loretta Martinez     BLU    preparatore di Loredana, Enrico[3] e Angelo
- Charlie Rapino   BIANCHI   preparatore di Emma
- Sergio La Stella    BLU    preparatore di Matteo

#### Ballo
- Garrison   BIANCHI   preparatore di Stefano e Michele
- Steve La Chance    BLU    preparatore di Elena
- Alessandra Celentano    BLU    preparatore di Rodrigo e Borana
- Marco Garofalo
- Michele Villanova    BIANCHI   preparatore di Grazia

#### Recitazione
- Patrick Rossi Gastaldi[4]

### Opinionisti
- Platinette - esperto di canto
- Luca Jurman[5] - esperto di canto / preparatore di Enrico[3]
- Luciano Cannito - esperto di ballo
- Gheorghe Iancu[6] - esperto di ballo
- Giuseppe Carbone - esperto di ballo / direttore del Teatro San Carlo di Napoli
- Mikko Nissinen[7] - esperto di ballo / direttore del Boston Ballet
- David Parsons[8] - esperto di ballo / direttore della Parsons Dance Company
- Dwight Rhoden[9] e Desmond Richardson[9] - esperti di ballo / direttori della Complexions Contemporary Ballet
- Daniel Ezralow[10] - esperto di ballo / coreografo per le prove di canto del serale
- Jan Verveer[11] - esperto di musical
- Federico Bellone[12] - esperto di musical
- Barbara Salabè[12] - esperta di musical

### Discografici
- Rudy Zerbi - “Sony”
- Marcello Balestra - “Warner”
- Marco Alboni[13] - “EMI”
- Alessandro Massara e Fausto Donato[14] - “Universal”
- Stefano Senardi[15] - “Sugar”

## Tabellone delle eliminazioni
Nel tabellone vengono indicate le vittorie delle squadre, le votazioni dei vincitori, i risultati delle votazioni (nelle caselle degli sconfitti) e l'esito finale delle sfide e dei ballottaggi della serata.
Legenda:

 Vittoria della squadra blu

 Vittoria della squadra bianca

 Candidato forzatamente all'eliminazione

     Eliminato senza essere stato salvato

     Eliminato/a definitivamente

     Ritirato

     Candidato all'eliminazione, ma salvo grazie alla classifica

     Candidato all'eliminazione, ma salvo grazie alla commissione

     Concorrente salvato dai compagni di squadra

     In ballottaggio

     Non partecipa alla partita perché in ballottaggio

     Vince il ballottaggio ed è salvo/Vince la sfida nei quarti di finale

     Eliminato perché più basso in classifica

     Finalista

     Vincitore

|            |            | 17/01           | 17/01           | 17/01           | 17/01           | 17/01           | 17/01           | 24/01                  | 31/01                  | 07/02                  | 07/02                  | 07/02                  | 07/02                  | 14/02                  | 14/02                  | 14/02                  | 14/02                  | 14/02                  | 14/02                  | 21/02                  | 21/02                  | 21/02                  | 21/02                  | 28/02                  | 28/02                  | 28/02                  | 28/02                  | 28/02                  | 28/02                  | 07/03                  | 07/03                  | 07/03                  | 15/03                  | 15/03                  | 15/03                  | 15/03                  | 15/03                  | 22/03                  | 29/03                  | 29/03                  | 29/03                  | 29/03                  | Disciplina |
| 1ª PUNTATA | 1ª PUNTATA | 1ª PUNTATA      | 1ª PUNTATA      | 1ª PUNTATA      | 1ª PUNTATA      | 2ª PUNTATA      | 3ª PUNTATA      | 4ª PUNTATA             | 4ª PUNTATA             | 4ª PUNTATA             | 4ª PUNTATA             | 5ª PUNTATA             | 5ª PUNTATA             | 5ª PUNTATA             | 5ª PUNTATA             | 5ª PUNTATA             | 5ª PUNTATA             | 6ª PUNTATA             | 6ª PUNTATA             | 6ª PUNTATA             | 6ª PUNTATA             | 7ª PUNTATA             | 7ª PUNTATA             | 7ª PUNTATA             | 7ª PUNTATA             | 7ª PUNTATA             | 7ª PUNTATA             | 8ª PUNTATA             | 8ª PUNTATA             | 8ª PUNTATA             | 9ª PUNTATA             | 9ª PUNTATA             | 9ª PUNTATA             | 9ª PUNTATA             | 9ª PUNTATA             | SEMIFINALE             | FINALE                 | FINALE                 | FINALE                 | FINALE                 |                        |                        | Disciplina |
| Vittoria   | Vittoria   | B               | B               | B               | B               | B               | B               | W                      | B                      | W                      | W                      | W                      |                        | B                      | B                      | B                      | B                      | B                      |                        | B                      | B                      | B                      |                        |                        | W                      | W                      |                        |                        |                        | W                      | W                      |                        |                        |                        |                        | SEMIFINALE             | FINALE                 | FINALE                 | FINALE                 | FINALE                 |                        |                        | Disciplina |
| Nomination | Nomination | 1               | 2               | 3               | 4               | 5               | 6               | 1                      | 1                      | 1                      | 2                      | 1                      | 1                      | 2                      | 1                      | 2                      | 3                      | 1                      | 1                      | 2                      | 1                      | -                      | 1                      | 1                      |                        |                        |                        |                        |                        |                        |                        |                        |                        |                        |                        | SEMIFINALE             | FINALE                 | FINALE                 | FINALE                 | FINALE                 |                        |                        | Disciplina |
| ---------- | ---------- | --------------- | --------------- | --------------- | --------------- | --------------- | --------------- | ---------------------- | ---------------------- | ---------------------- | ---------------------- | ---------------------- | ---------------------- | ---------------------- | ---------------------- | ---------------------- | ---------------------- | ---------------------- | ---------------------- | ---------------------- | ---------------------- | ---------------------- | ---------------------- | ---------------------- | ---------------------- | ---------------------- | ---------------------- | ---------------------- | ---------------------- | ---------------------- | ---------------------- | ---------------------- | ---------------------- | ---------------------- | ---------------------- | ---------------------- | ---------------------- | ---------------------- | ---------------------- | ---------------------- | ---------------------- | ---------------------- | ---------- |
| 1          | Emma       | N.D.            | N.D.            | N.D.            |                 |                 |                 | [ 16 ]                 | N.D.                   | [ 17 ]                 | [ 18 ]                 | [ 19 ]                 | N.D.                   | N.D.                   | N.D.                   | N.D.                   |                        |                        | N.D.                   | N.D.                   |                        |                        | N.D.                   | N.D.                   | [ 18 ]                 | [ 20 ]                 | N.D.                   | N.D.                   | N.D.                   | [ 18 ]                 | [ 17 ]                 | N.D.                   |                        | N.D.                   | N.D.                   | N.D.                   | N.D.                   | 1°                     | N.D.                   | N.D.                   | 1º                     | VINCITRICE             | canto      |
| 2          | Loredana   | [ 21 ]          | [ 22 ]          | [ 23 ]          | [ 24 ]          | [ 23 ]          | [ 20 ]          | N.D.                   | [ 25 ]                 |                        |                        | N.D.                   | N.D.                   | [ 26 ]                 | [ 23 ]                 | [ 22 ]                 | [ 24 ]                 | [ 23 ]                 | N.D.                   | [ 22 ]                 | [ 24 ]                 | [ 23 ]                 | N.D.                   |                        | N.D.                   | N.D.                   |                        | N.D.                   | N.D.                   | N.D.                   |                        |                        |                        | N.D.                   | N.D.                   |                        |                        | 2°                     | N.D.                   |                        | 2º                     | SECONDA                | canto      |
| 3          | Pierdavide | N.D.            | N.D.            | N.D.            | N.D.            |                 |                 | [ 16 ]                 | N.D.                   | [ 17 ]                 | [ 18 ]                 | [ 19 ]                 | N.D.                   | N.D.                   | N.D.                   | N.D.                   | N.D.                   |                        |                        | N.D.                   | N.D.                   | N.D.                   | N.D.                   | N.D.                   | [ 18 ]                 | [ 20 ]                 | N.D.                   | N.D.                   | N.D.                   | [ 18 ]                 | [ 17 ]                 | N.D.                   | N.D.                   | N.D.                   |                        | N.D.                   | N.D.                   | 4°                     |                        |                        | TERZO                  | TERZO                  | canto      |
| 4          | Matteo     | [ 26 ]          | [ 26 ]          | [ 23 ]          | [ 23 ]          | [ 27 ]          | [ 20 ]          | N.D.                   | [ 25 ]                 | N.D.                   | N.D.                   | N.D.                   | N.D.                   | [ 26 ]                 | [ 22 ]                 | [ 27 ]                 | [ 24 ]                 | [ 23 ]                 | N.D.                   | [ 22 ]                 | [ 24 ]                 | [ 23 ]                 | N.D.                   | N.D.                   | N.D.                   | N.D.                   | N.D.                   | N.D.                   | N.D.                   | N.D.                   | N.D.                   | N.D.                   | N.D.                   | N.D.                   |                        |                        | N.D.                   | 3°                     |                        | QUARTO                 | QUARTO                 | QUARTO                 | canto      |
| 5          | Stefano    | N.D.            | N.D.            | N.D.            | N.D.            | N.D.            |                 | [ 16 ]                 | N.D.                   | [ 18 ]                 | [ 18 ]                 | [ 19 ]                 | N.D.                   | N.D.                   | N.D.                   | N.D.                   | N.D.                   | N.D.                   | N.D.                   | N.D.                   | N.D.                   |                        |                        | N.D.                   | [ 18 ]                 | [ 20 ]                 | N.D.                   | N.D.                   | N.D.                   | [ 18 ]                 | [ 17 ]                 | N.D.                   | N.D.                   |                        | N.D.                   | N.D.                   | N.D.                   | 5°                     | ELIMINATO (Semifinale) | ELIMINATO (Semifinale) | ELIMINATO (Semifinale) | ELIMINATO (Semifinale) | ballo      |
| 6          | Elena      | [ 21 ]          | [ 26 ]          | [ 22 ]          | [ 27 ]          | [ 23 ]          | [ 20 ]          | N.D.                   | [ 25 ]                 | N.D.                   | N.D.                   | N.D.                   | N.D.                   | [ 26 ]                 | [ 22 ]                 | [ 22 ]                 | [ 23 ]                 | [ 27 ]                 | N.D.                   | [ 22 ]                 | [ 23 ]                 | [ 23 ]                 | N.D.                   |                        | N.D.                   | N.D.                   | N.D.                   |                        |                        | N.D.                   | N.D.                   | N.D.                   | N.D.                   |                        | N.D.                   |                        |                        | ELIMINATA (9ª Puntata) | ELIMINATA (9ª Puntata) | ELIMINATA (9ª Puntata) | ELIMINATA (9ª Puntata) | ELIMINATA (9ª Puntata) | ballo      |
| 7          | Rodrigo    | [ 26 ]          | [ 26 ]          | [ 22 ]          | [ 24 ]          | [ 27 ]          | [ 20 ]          | N.D.                   | [ 25 ]                 | N.D.                   |                        |                        |                        | [ 26 ]                 | [ 22 ]                 | [ 22 ]                 | [ 27 ]                 | [ 27 ]                 | N.D.                   | [ 22 ]                 | [ 27 ]                 | [ 23 ]                 | N.D.                   | N.D.                   |                        | N.D.                   | N.D.                   |                        | N.D.                   |                        |                        |                        | ELIMINATO (8ª Puntata) | ELIMINATO (8ª Puntata) | ELIMINATO (8ª Puntata) | ELIMINATO (8ª Puntata) | ELIMINATO (8ª Puntata) | ELIMINATO (8ª Puntata) | ELIMINATO (8ª Puntata) | ELIMINATO (8ª Puntata) | ELIMINATO (8ª Puntata) | ELIMINATO (8ª Puntata) | ballo      |
| 8          | Enrico     | [ 26 ]          | [ 26 ]          | [ 24 ]          | [ 24 ]          | [ 27 ]          | [ 20 ]          | N.D.                   | [ 25 ]                 | N.D.                   | N.D.                   | N.D.                   | N.D.                   | [ 26 ]                 | [ 24 ]                 | [ 24 ]                 | [ 24 ]                 | [ 27 ]                 | N.D.                   | [ 24 ]                 | [ 24 ]                 | [ 23 ]                 | N.D.                   |                        | N.D.                   | N.D.                   |                        | N.D.                   |                        | RITIRATO (7ª Puntata)  | RITIRATO (7ª Puntata)  | RITIRATO (7ª Puntata)  | RITIRATO (7ª Puntata)  | RITIRATO (7ª Puntata)  | RITIRATO (7ª Puntata)  | RITIRATO (7ª Puntata)  | RITIRATO (7ª Puntata)  | RITIRATO (7ª Puntata)  | RITIRATO (7ª Puntata)  | RITIRATO (7ª Puntata)  | RITIRATO (7ª Puntata)  | RITIRATO (7ª Puntata)  | canto      |
| 9          | Grazia     | N.D.            | N.D.            |                 |                 |                 |                 | [ 16 ]                 | N.D.                   | [ 19 ]                 | [ 18 ]                 | [ 19 ]                 | N.D.                   | N.D.                   |                        |                        |                        |                        | N.D.                   |                        |                        |                        |                        | ELIMINATA (6ª Puntata) | ELIMINATA (6ª Puntata) | ELIMINATA (6ª Puntata) | ELIMINATA (6ª Puntata) | ELIMINATA (6ª Puntata) | ELIMINATA (6ª Puntata) | ELIMINATA (6ª Puntata) | ELIMINATA (6ª Puntata) | ELIMINATA (6ª Puntata) | ELIMINATA (6ª Puntata) | ELIMINATA (6ª Puntata) | ELIMINATA (6ª Puntata) | ELIMINATA (6ª Puntata) | ELIMINATA (6ª Puntata) | ELIMINATA (6ª Puntata) | ELIMINATA (6ª Puntata) | ELIMINATA (6ª Puntata) | ELIMINATA (6ª Puntata) | ELIMINATA (6ª Puntata) | ballo      |
| 10         | Michele    | N.D.            |                 |                 |                 |                 |                 | [ 16 ]                 | N.D.                   | [ 17 ]                 | [ 18 ]                 | [ 18 ]                 | N.D.                   |                        |                        |                        |                        |                        |                        | ELIMINATO (5ª Puntata) | ELIMINATO (5ª Puntata) | ELIMINATO (5ª Puntata) | ELIMINATO (5ª Puntata) | ELIMINATO (5ª Puntata) | ELIMINATO (5ª Puntata) | ELIMINATO (5ª Puntata) | ELIMINATO (5ª Puntata) | ELIMINATO (5ª Puntata) | ELIMINATO (5ª Puntata) | ELIMINATO (5ª Puntata) | ELIMINATO (5ª Puntata) | ELIMINATO (5ª Puntata) | ELIMINATO (5ª Puntata) | ELIMINATO (5ª Puntata) | ELIMINATO (5ª Puntata) | ELIMINATO (5ª Puntata) | ELIMINATO (5ª Puntata) | ELIMINATO (5ª Puntata) | ELIMINATO (5ª Puntata) | ELIMINATO (5ª Puntata) | ELIMINATO (5ª Puntata) | ELIMINATO (5ª Puntata) | ballo      |
| 11         | Borana     | [ 21 ]          | [ 22 ]          | [ 22 ]          | [ 23 ]          | [ 27 ]          | [ 20 ]          | N.D.                   | [ 25 ]                 | N.D.                   | N.D.                   |                        |                        | ELIMINATA (4ª Puntata) | ELIMINATA (4ª Puntata) | ELIMINATA (4ª Puntata) | ELIMINATA (4ª Puntata) | ELIMINATA (4ª Puntata) | ELIMINATA (4ª Puntata) | ELIMINATA (4ª Puntata) | ELIMINATA (4ª Puntata) | ELIMINATA (4ª Puntata) | ELIMINATA (4ª Puntata) | ELIMINATA (4ª Puntata) | ELIMINATA (4ª Puntata) | ELIMINATA (4ª Puntata) | ELIMINATA (4ª Puntata) | ELIMINATA (4ª Puntata) | ELIMINATA (4ª Puntata) | ELIMINATA (4ª Puntata) | ELIMINATA (4ª Puntata) | ELIMINATA (4ª Puntata) | ELIMINATA (4ª Puntata) | ELIMINATA (4ª Puntata) | ELIMINATA (4ª Puntata) | ELIMINATA (4ª Puntata) | ELIMINATA (4ª Puntata) | ELIMINATA (4ª Puntata) | ELIMINATA (4ª Puntata) | ELIMINATA (4ª Puntata) | ELIMINATA (4ª Puntata) | ELIMINATA (4ª Puntata) | ballo      |
| 12         | Stefanino  | non eliminabile | non eliminabile | non eliminabile | non eliminabile | non eliminabile | non eliminabile | [ 16 ]                 |                        | ELIMINATO (3ª Puntata) | ELIMINATO (3ª Puntata) | ELIMINATO (3ª Puntata) | ELIMINATO (3ª Puntata) | ELIMINATO (3ª Puntata) | ELIMINATO (3ª Puntata) | ELIMINATO (3ª Puntata) | ELIMINATO (3ª Puntata) | ELIMINATO (3ª Puntata) | ELIMINATO (3ª Puntata) | ELIMINATO (3ª Puntata) | ELIMINATO (3ª Puntata) | ELIMINATO (3ª Puntata) | ELIMINATO (3ª Puntata) | ELIMINATO (3ª Puntata) | ELIMINATO (3ª Puntata) | ELIMINATO (3ª Puntata) | ELIMINATO (3ª Puntata) | ELIMINATO (3ª Puntata) | ELIMINATO (3ª Puntata) | ELIMINATO (3ª Puntata) | ELIMINATO (3ª Puntata) | ELIMINATO (3ª Puntata) | ELIMINATO (3ª Puntata) | ELIMINATO (3ª Puntata) | ELIMINATO (3ª Puntata) | ELIMINATO (3ª Puntata) | ELIMINATO (3ª Puntata) | ELIMINATO (3ª Puntata) | ELIMINATO (3ª Puntata) | ELIMINATO (3ª Puntata) | ELIMINATO (3ª Puntata) | ELIMINATO (3ª Puntata) | canto      |
| 13         | Angelo     | [ 21 ]          | [ 26 ]          | [ 27 ]          | [ 24 ]          | [ 23 ]          | [ 20 ]          |                        | ELIMINATO (2ª Puntata) | ELIMINATO (2ª Puntata) | ELIMINATO (2ª Puntata) | ELIMINATO (2ª Puntata) | ELIMINATO (2ª Puntata) | ELIMINATO (2ª Puntata) | ELIMINATO (2ª Puntata) | ELIMINATO (2ª Puntata) | ELIMINATO (2ª Puntata) | ELIMINATO (2ª Puntata) | ELIMINATO (2ª Puntata) | ELIMINATO (2ª Puntata) | ELIMINATO (2ª Puntata) | ELIMINATO (2ª Puntata) | ELIMINATO (2ª Puntata) | ELIMINATO (2ª Puntata) | ELIMINATO (2ª Puntata) | ELIMINATO (2ª Puntata) | ELIMINATO (2ª Puntata) | ELIMINATO (2ª Puntata) | ELIMINATO (2ª Puntata) | ELIMINATO (2ª Puntata) | ELIMINATO (2ª Puntata) | ELIMINATO (2ª Puntata) | ELIMINATO (2ª Puntata) | ELIMINATO (2ª Puntata) | ELIMINATO (2ª Puntata) | ELIMINATO (2ª Puntata) | ELIMINATO (2ª Puntata) | ELIMINATO (2ª Puntata) | ELIMINATO (2ª Puntata) | ELIMINATO (2ª Puntata) | ELIMINATO (2ª Puntata) | ELIMINATO (2ª Puntata) | canto      |
| 14         | Anna       |                 |                 |                 |                 |                 |                 | ELIMINATA (1ª Puntata) | ELIMINATA (1ª Puntata) | ELIMINATA (1ª Puntata) | ELIMINATA (1ª Puntata) | ELIMINATA (1ª Puntata) | ELIMINATA (1ª Puntata) | ELIMINATA (1ª Puntata) | ELIMINATA (1ª Puntata) | ELIMINATA (1ª Puntata) | ELIMINATA (1ª Puntata) | ELIMINATA (1ª Puntata) | ELIMINATA (1ª Puntata) | ELIMINATA (1ª Puntata) | ELIMINATA (1ª Puntata) | ELIMINATA (1ª Puntata) | ELIMINATA (1ª Puntata) | ELIMINATA (1ª Puntata) | ELIMINATA (1ª Puntata) | ELIMINATA (1ª Puntata) | ELIMINATA (1ª Puntata) | ELIMINATA (1ª Puntata) | ELIMINATA (1ª Puntata) | ELIMINATA (1ª Puntata) | ELIMINATA (1ª Puntata) | ELIMINATA (1ª Puntata) | ELIMINATA (1ª Puntata) | ELIMINATA (1ª Puntata) | ELIMINATA (1ª Puntata) | ELIMINATA (1ª Puntata) | ELIMINATA (1ª Puntata) | ELIMINATA (1ª Puntata) | ELIMINATA (1ª Puntata) | ELIMINATA (1ª Puntata) | ELIMINATA (1ª Puntata) | ELIMINATA (1ª Puntata) | canto      |

### Podio
|          |            |    |  |        |
|          |            |    |  | 4º     |
|          | Emma       |    |  | Matteo |
| Loredana | Emma       |    |  |        |
| 1º       | Pierdavide |    |  |        |
| 1º       | Pierdavide | 2º |  |        |
| 1º       | 3º         |    |  |        |

## Tabellone delle esibizioni
Nelle varie tabelle sono indicate le sfide singole svolte durante le puntate del serale. Laddove sono contraddistinte dal colore bianco o blu, significa che c'è stata una votazione a favore di una o l'altra squadra per la singola sfida.
Legenda:

     Prova di canto

     Prova di ballo

     Prova di canto e ballo

     Prova bonus

     Prova-staffetta

     Prova al buio

### Puntata 1
La prima puntata del serale è stata trasmessa il 17 gennaio 2010 e ha visto la vittoria della squadra Blu con il 51% dei voti e l'uscita della cantante Anna Altieri.

Per questa puntata le singole sfide sono sottoposte a televoto: il colore indica quindi la vittoria dello sfidante di una squadra o dell'altra.
| PROVA    | PROVA    | SQUADRA BLU | SQUADRA BLU                                 | VANTAGGIO | VANTAGGIO | SQUADRA BIANCA | SQUADRA BIANCA                              |
| -------- | -------- | ----------- | ------------------------------------------- | --------- | --------- | -------------- | ------------------------------------------- |
| I        | I        | Matteo      | Comparata CANTO La voce del silenzio        |           |           | Anna           | Comparata CANTO La voce del silenzio        |
| II       | II       | Elena       | Comparata BALLO Chaiyya Bollywood Joint     |           |           | Stefano        | Comparata BALLO Chaiyya Bollywood Joint     |
| III      | III      | Loredana    | Comparata CANTO Chasing pavements           |           |           | Emma           | Comparata CANTO Chasing pavements           |
| IV       | IV       | Borana      | Comparata BALLO - Variazione Diana & Acteon |           |           | Grazia         | Comparata BALLO - Variazione Diana & Acteon |
| V        | V        | Enrico      | Mostrami il tuo amore                       |           |           | Pierdavide     | Jenny                                       |
| VI       | VI       | Elena       | Comparata BALLO En orsai                    |           |           | Michele        | Comparata BALLO En orsai                    |
| VII      | B        | Matteo      | Comparata CANTO Miserere                    |           |           | Pierdavide     | Comparata CANTO Miserere                    |
| VII      | B        | Angelo      | Comparata CANTO Yesterday                   |           |           | Anna           | Comparata CANTO Yesterday                   |
| VII      | B        | Enrico      | Comparata CANTO Generale                    |           |           | Stefanino      | Comparata CANTO Generale                    |
| VIII     | VIII     | Borana      | Comparata BALLO I gotta a feeling           |           |           | Stefano        | Comparata BALLO I gotta a feeling           |
| IX       | IX       | Squadra Blu | La bella e la bestia                        |           |           | Squadra Bianca | Zorro                                       |
| X        | X        | Rodrigo     | Comparata BALLO The Diva dance              |           |           | Grazia         | Comparata BALLO The Diva dance              |
| XI       | XI       | Loredana    | Comparata CANTO Profumo                     | N.D.      | N.D.      | Emma           | Comparata CANTO Profumo                     |
| VITTORIA | VITTORIA | SQUADRA BLU | SQUADRA BLU                                 | 51%       | 49%       | ANNA           | ANNA                                        |

### Puntata 2
La seconda puntata del serale è stata trasmessa il 24 gennaio 2010 e ha visto la vittoria della squadra Bianca con il 60% dei voti e l'uscita del cantante Angelo Iossa.

Per questa puntata le singole sfide sono sottoposte a televoto: il colore indica quindi la vittoria dello sfidante di una squadra o dell'altra.
| PROVA    | PROVA    | SQUADRA BLU    | SQUADRA BLU                                        | VANTAGGIO | VANTAGGIO | SQUADRA BIANCA | SQUADRA BIANCA                                     |
| -------- | -------- | -------------- | -------------------------------------------------- | --------- | --------- | -------------- | -------------------------------------------------- |
| I        | I        | Angelo         | Comparata CANTO Viva la vida                       |           |           | Pierdavide     | Comparata CANTO Viva la vida                       |
| II       | II       | Elena          | Comparata BALLO The mambo craze                    |           |           | Michele        | Comparata BALLO The mambo craze                    |
| III      | III      | Loredana       | Comparata CANTO E penso a te                       |           |           | Emma           | Comparata CANTO E penso a te                       |
| IV       | IV       | Rodrigo        | Comparata BALLO Missing                            |           |           | Stefano        | Comparata BALLO Missing                            |
| V        | V        | Matteo         | Comparata CANTO Nel sole                           |           |           | Pierdavide     | Comparata CANTO Nel sole                           |
| VI       | VI       | Matteo         | La promessa                                        |           |           | Pierdavide     | Superstar                                          |
| VII      | VII      | Elena          | Comparata BALLO Immobile                           |           |           | Stefano        | Comparata BALLO Immobile                           |
| VIII     | B        | Borana         | Variazione Don Chisciotte                          |           |           | Stefano        | Terra Mia                                          |
| VIII     | B        | Enrico         | Comparata CANTO Oggi sono io                       |           |           | Emma           | Comparata CANTO Oggi sono io                       |
| VIII     | B        | Loredana       | Comparata CANTO Bohemian rhapsody                  |           |           | Pierdavide     | Comparata CANTO Bohemian rhapsody                  |
| IX       | IX       | Borana         | Comparata BALLO - Variazione La bella Addormentata |           |           | Grazia         | Comparata BALLO - Variazione La bella Addormentata |
| X        | X        | Loredana       | Comparata CANTO Insieme a te non ci sto più        |           |           | Emma           | Comparata CANTO Insieme a te non ci sto più        |
| XI       | XI       | Borana         | Comparata BALLO Russian Roulette                   | N.D.      | N.D.      | Stefano        | Comparata BALLO Russian Roulette                   |
| VITTORIA | VITTORIA | SQUADRA BIANCA | SQUADRA BIANCA                                     | 60%       | 40%       | ANGELO         | ANGELO                                             |

### Puntata 3
La terza puntata del serale è stata trasmessa il 31 gennaio 2010 e ha visto la vittoria della squadra Blu con il 52% dei voti e l'uscita del cantante Stefanino Maiuolo.

Per questa puntata le singole sfide sono sottoposte a televoto: il colore indica quindi la vittoria dello sfidante di una squadra o dell'altra.
| PROVA    | PROVA    | SQUADRA BLU | SQUADRA BLU                              | VANTAGGIO | VANTAGGIO | SQUADRA BIANCA | SQUADRA BIANCA                           |
| -------- | -------- | ----------- | ---------------------------------------- | --------- | --------- | -------------- | ---------------------------------------- |
| I        | I        | Matteo      | Comparata CANTO O sole mio               |           |           | Pierdavide     | Comparata CANTO O sole mio               |
| II       | II       | Borana      | Comparata BALLO Tik tok                  |           |           | Grazia         | Comparata BALLO Tik tok                  |
| III      | III      | Loredana    | Comparata CANTO Minuetto                 |           |           | Emma           | Comparata CANTO Minuetto                 |
| IV       | IV       | Elena       | Comparata BALLO Ti vorrei sollevare      |           |           | Stefano        | Comparata BALLO Ti vorrei sollevare      |
| V        | V        | Enrico      | Comparata CANTO Diamante                 |           |           | Stefanino      | Comparata CANTO Diamante                 |
| VI       | B        | Matteo      | Comparata CANTO Il mare calmo della sera |           |           | Stefanino      | Comparata CANTO Il mare calmo della sera |
| VI       | B        | Rodrigo     | Variazione Fiamme di Parigi              |           |           | Grazia         | Variazione Don Quixote                   |
| VI       | W        | Borana      | Variazione Don Quixote                   |           |           | Michele        | Courant d'air                            |
| VII      | VII      | Enrico      | Libera nel mondo                         |           |           | Emma           | Meravigliosa (inedito)                   |
| VIII     | VIII     | Squadra Blu | Moulin Rouge                             |           |           | Squadra Bianca | Grease                                   |
| IX       | IX       | Loredana    | Comparata CANTO Avrai                    |           |           | Stefanino      | Comparata CANTO Avrai                    |
| X        | X        | Elena       | Comparata BALLO Sherazade                | N.D.      | N.D.      | Grazia         | Comparata BALLO Sherazade                |
| VITTORIA | VITTORIA | SQUADRA BLU | SQUADRA BLU                              | 52%       | 48%       | STEFANINO      | STEFANINO                                |

### Puntata 4
La quarta puntata del serale è stata trasmessa il 7 febbraio 2010 e ha visto la vittoria della squadra bianca in entrambe le sfide e l'uscita della ballerina Borana Qirjazi.

A partire da questa puntata è stato introdotto il meccanismo della doppia sfida a squadre alla fine del quale, in una sfida di ballottaggio, la commissione ha decretato chi far rientrare tra i due ragazzi eliminati nelle sfide a squadre. Inoltre, sempre a partire da questa puntata, le prove e gli sfidanti sono stati scelti dai professori.

Per questa puntata le singole sfide sono sottoposte a televoto: il colore indica quindi la vittoria dello sfidante di una squadra o dell'altra.
In questa puntata sono state rese note anche le scelte della case discografiche. Secondo da regolamento, i cantanti Emma e Pierdavide, avendo ottenuto più proposte di contratto discografico, hanno dovuto decidere quale progetto seguire.
| WARNER     | WARNER |          | SONY       | SONY       |      | EMI    | EMI    |            | SUGAR | SUGAR |  | UNIVERSAL | UNIVERSAL |
| Pierdavide | Emma   | Loredana | Pierdavide | Pierdavide | Emma | Matteo | Enrico | Pierdavide | Emma  |       |  |           |           |

#### Prima partita
| PROVA    | PROVA    | SQUADRA BLU    | SQUADRA BLU                                      | VANTAGGIO | VANTAGGIO | SQUADRA BIANCA | SQUADRA BIANCA                                   |
| -------- | -------- | -------------- | ------------------------------------------------ | --------- | --------- | -------------- | ------------------------------------------------ |
| I        | I        | Loredana       | Comparata CANTO Sei bellissima                   |           |           | Emma           | Comparata CANTO Sei bellissima                   |
| II       | II       | Elena          | Comparata BALLO Bad Romance                      |           |           | Grazia         | Comparata BALLO Bad Romance                      |
| III      | III      | Matteo         | Comparata CANTO Un amore così grande             |           |           | Pierdavide     | Comparata CANTO Un amore così grande             |
| IV       | IV       | Rodrigo        | Comparata BALLO Epoca                            |           |           | Stefano        | Comparata BALLO Epoca                            |
| V        | W        | Rodrigo        | Comparata BALLO Slow dancing in the burning room |           |           | Stefano        | Comparata BALLO Slow dancing in the burning room |
| V        | B        | Matteo         | Comparata CANTO The show must go on              |           |           | Emma           | Comparata CANTO The show must go on              |
| V        | B        | Elena          | Comparata BALLO I got Rhythm                     | N.D.      | N.D.      | Michele        | Comparata BALLO I got Rhythm                     |
| VITTORIA | VITTORIA | SQUADRA BIANCA | SQUADRA BIANCA                                   |           |           | RODRIGO        | RODRIGO                                          |

#### Seconda partita
| PROVA    | SQUADRA BLU       | SQUADRA BLU                  | VANTAGGIO | VANTAGGIO | SQUADRA BIANCA    | SQUADRA BIANCA               |
| -------- | ----------------- | ---------------------------- | --------- | --------- | ----------------- | ---------------------------- |
| I        | Elena             | Comparata BALLO Nah neh neh  |           |           | Stefano           | Comparata BALLO Nah neh neh  |
| II       | Enrico            | Comparata CANTO Emozioni     |           |           | Pierdavide        | Comparata CANTO Emozioni     |
| III      | Borana            | Comparata BALLO Esmeralda    |           |           | Grazia            | Comparata BALLO Esmeralda    |
| IV       | Matteo e Loredana | Comparata CANTO Vivo per lei | N.D.      | N.D.      | Pierdavide e Emma | Comparata CANTO Vivo per lei |
| VITTORIA | SQUADRA BIANCA    | SQUADRA BIANCA               | 52%       | 48%       | BORANA            | BORANA                       |

#### Ballottaggio
| PROVA    | RODRIGO                                        | BORANA                                         |
| -------- | ---------------------------------------------- | ---------------------------------------------- |
| I        | Comparata BALLO Interpretazione Daniel Ezralow | Comparata BALLO Interpretazione Daniel Ezralow |
| VITTORIA | RODRIGO                                        | BORANA                                         |

### Puntata 5
La quinta puntata del serale è stata trasmessa il 14 febbraio 2010 e ha visto la vittoria della squadra Blu in entrambe le sfide e l'uscita del ballerino Michele Barile.

A differenza della puntata precedente, per ogni singola sfida a squadre, la squadra vincente ha dovuto nominare due concorrenti da mandare al ballottaggio lasciando la decisione alla squadra perdente di decidere chi salvare e chi mandare al ballottaggio.

Per questa puntata le singole sfide sono sottoposte a televoto: il colore indica quindi la vittoria dello sfidante di una squadra o dell'altra.

#### Prima partita
| PROVA    | SQUADRA BLU       | SQUADRA BLU                             | VANTAGGIO | VANTAGGIO | SQUADRA BIANCA    | SQUADRA BIANCA                          |
| -------- | ----------------- | --------------------------------------- | --------- | --------- | ----------------- | --------------------------------------- |
| I        | Rodrigo           | Comparata BALLO Bla bla bla cha cha cha |           |           | Grazia            | Comparata BALLO Bla bla bla cha cha cha |
| II       | Matteo e Loredana | Comparata CANTO Guarda che luna         |           |           | Emma e Pierdavide | Comparata CANTO Guarda che luna         |
| III      | Elena             | Comparata BALLO He ain't wit me now     |           |           | Grazia            | Comparata BALLO He ain't wit me now     |
| IV       | Loredana          | Comparata CANTO Rain on your parade     |           |           | Emma              | Comparata CANTO Rain on your parade     |
| V        | Rodrigo           | Variazione Fiamme di Parigi             | N.D.      | N.D.      | Grazia            | Variazione Don Quixote                  |
| VITTORIA | SQUADRA BLU       | SQUADRA BLU                             | 62%       | 38%       | MICHELE           | MICHELE                                 |

#### Seconda partita
| PROVA    | PROVA    | SQUADRA BLU | SQUADRA BLU                               | VANTAGGIO | VANTAGGIO | SQUADRA BIANCA | SQUADRA BIANCA                            |
| -------- | -------- | ----------- | ----------------------------------------- | --------- | --------- | -------------- | ----------------------------------------- |
| I        | I        | Enrico      | Comparata CANTO Via                       |           |           | Pierdavide     | Comparata CANTO Via                       |
| II       | II       | Rodrigo     | Comparata BALLO It's my life              |           |           | Stefano        | Comparata BALLO It's my life              |
| III      | B        | Elena       | Comparata BALLO Blood on the Dance Floor  |           |           | Grazia         | Comparata BALLO Blood on the Dance Floor  |
| III      | W        | Loredana    | Comparata CANTO Vieni a Ballare in Puglia |           |           | Pierdavide     | Comparata CANTO Vieni a Ballare in Puglia |
| III      | B        | Matteo      | Comparata CANTO Aria                      |           |           | Pierdavide     | Comparata CANTO Aria                      |
| IV       | IV       | Elena       | Comparata BALLO Did it again              |           |           | Grazia         | Comparata BALLO Did it again              |
| IV       | IV       | Loredana    | Comparata CANTO Una ragione in più        | N.D.      | N.D.      | Emma           | Comparata CANTO Una ragione in più        |
| VITTORIA | VITTORIA | SQUADRA BLU | SQUADRA BLU                               | 54%       | 46%       | PIERDAVIDE     | PIERDAVIDE                                |

#### Ballottaggio
| PROVA    | MICHELE       | PIERDAVIDE               |
| -------- | ------------- | ------------------------ |
| I        | Courant d'air | La ballata dell'ospedale |
| II       | The dance     | Superstar                |
| VITTORIA | PIERDAVIDE    | MICHELE                  |

### Puntata 6
La sesta puntata del serale è stata trasmessa il 21 febbraio 2010 e ha visto la vittoria della squadra blu per entrambe le sfide e l'uscita della ballerina Grazia Striano.

A differenza della puntata precedente, le singole sfide a squadre hanno determinato due concorrenti da mandare al ballottaggio nominati dalla squadra vincente senza possibilità di salvataggio salvo il veto posto dalla commissione su uno dei concorrenti e il primo posto in classifica.

Per questa puntata le singole sfide sono sottoposte a televoto: il colore indica quindi la vittoria dello sfidante di una squadra o dell'altra.

#### Prima partita
| PROVA    | PROVA    | SQUADRA BLU       | SQUADRA BLU                                      | VANTAGGIO | VANTAGGIO | SQUADRA BIANCA    | SQUADRA BIANCA                                   |
| -------- | -------- | ----------------- | ------------------------------------------------ | --------- | --------- | ----------------- | ------------------------------------------------ |
| I        | I        | Loredana e Enrico | Comparata CANTO Vorrei incontrarti fra cent'anni |           |           | Emma e Pierdavide | Comparata CANTO Vorrei incontrarti fra cent'anni |
| II       | II       | Elena             | Comparata BALLO She wolf                         |           |           | Grazia            | Comparata BALLO She wolf                         |
| III      | III      | Loredana          | Comparata CANTO Ogni volta                       |           |           | Emma              | Comparata CANTO Ogni volta                       |
| IV       | B        | Elena             | ???                                              |           |           | Grazia            | The last good day                                |
| IV       | B        | Loredana          | Comparata CANTO Mi sei scoppiato dentro al cuore |           |           | Pierdavide        | Comparata CANTO Mi sei scoppiato dentro al cuore |
| IV       | B        | Matteo            | Comparata CANTO Solo per te                      |           |           | Emma              | Comparata CANTO Solo per te                      |
| V        | V        | Rodrigo           | Comparata BALLO Sweet disposition                | N.D.      | N.D.      | Stefano           | Comparata BALLO Sweet disposition                |
| VITTORIA | VITTORIA | SQUADRA BLU       | SQUADRA BLU                                      | 58%       | 42%       | GRAZIA            | GRAZIA                                           |

#### Seconda partita
| PROVA    | PROVA    | SQUADRA BLU | SQUADRA BLU                             | VANTAGGIO | VANTAGGIO | SQUADRA BIANCA | SQUADRA BIANCA                          |
| -------- | -------- | ----------- | --------------------------------------- | --------- | --------- | -------------- | --------------------------------------- |
| I        | I        | Enrico      | Comparata CANTO Se bastasse una canzone |           |           | Pierdavide     | Comparata CANTO Se bastasse una canzone |
| II       | II       | Elena       | Comparata BALLO Meet me halfway         |           |           | Stefano        | Comparata BALLO Meet me halfway         |
| III      | III      | Loredana    | Ragazza occhi cielo (inedito)           |           |           | Emma           | Meravigliosa (inedito)                  |
| IV       | IV       | Matteo      | Who wants to live forever               | N.D.      | N.D.      | Pierdavide     | Trullallero rullallà                    |
| VITTORIA | VITTORIA | SQUADRA BLU | SQUADRA BLU                             | 55%       | 45%       | STEFANO        | STEFANO                                 |

#### Ballottaggio
| PROVA    | PROVA    | GRAZIA                   | STEFANO   |
| -------- | -------- | ------------------------ | --------- |
| I        | I        | Blood On The Dance Floor | Terra Mia |
| VITTORIA | VITTORIA | STEFANO                  | GRAZIA    |

### Puntata 7
La settima puntata del serale è stata trasmessa il 28 febbraio 2010 e ha visto la vittoria della squadra bianca per entrambe le sfide e l'uscita del cantautore Enrico Nigiotti.

Come nella puntata precedente, il meccanismo della doppia sfida a squadre ha determinato i concorrenti da mandare al ballottaggio senza possibilità di salvataggio salvo il primo posto in classifica, inoltre, a partire da questa puntata, l'esito della sfida di ballottaggio è stato stabilito dal televoto.

Come provvedimento disciplinare, la commissione ha deciso di mandare direttamente al ballottaggio tre concorrenti della squadra Blu (i cantanti Enrico e Loredana e la ballerina Elena) indipendentemente dall'esito delle sfide della puntata pur potendo svolgerle entrambe; in particolare, in caso di vittoria della squadra Blu, questa avrebbe avuto facoltà di eliminare un componente della squadra avversaria e di riportare in squadra uno dei componenti mandati al ballottaggio per provvedimento, mentre in caso di vittoria della squadra Bianca, questa avrebbe potuto mandare ulteriori componenti della squadra avversaria al ballottaggio o mantenere inalterata la situazione.

Per questa puntata le singole sfide sono sottoposte a televoto: il colore indica quindi la vittoria dello sfidante di una squadra o dell'altra.

#### Prima partita
| PROVA    | SQUADRA BLU       | SQUADRA BLU                          | VANTAGGIO | VANTAGGIO | SQUADRA BIANCA    | SQUADRA BIANCA                       |
| -------- | ----------------- | ------------------------------------ | --------- | --------- | ----------------- | ------------------------------------ |
| I        | Loredana e Enrico | Comparata CANTO Questione di feeling |           |           | Emma e Pierdavide | Comparata CANTO Questione di feeling |
| II       | Elena             | Comparata BALLO Make Me              |           |           | Stefano           | Comparata BALLO Make Me              |
| III      | Loredana          | Comparata CANTO Arthur's Theme       |           |           | Emma              | Comparata CANTO Arthur's Theme       |
| IV       | Rodrigo           | Comparata BALLO Night in Gales       |           |           | Stefano           | Comparata BALLO Night in Gales       |
| V        | Matteo            | La Promessa (inedito)                | N.D.      | N.D.      | Pierdavide        | Il ballo dell'estate                 |
| VITTORIA | SQUADRA BIANCA    | SQUADRA BIANCA                       | 52%       | 48%       | RODRIGO           | RODRIGO                              |

#### Seconda partita
| PROVA    | SQUADRA BLU    | SQUADRA BLU                      | VANTAGGIO | VANTAGGIO | SQUADRA BIANCA | SQUADRA BIANCA                   |
| -------- | -------------- | -------------------------------- | --------- | --------- | -------------- | -------------------------------- |
| I        | Loredana       | Comparata CANTO A modo mio       |           |           | Emma           | Comparata CANTO A modo mio       |
| II       | Elena          | Comparata BALLO A modo mio       |           |           | Stefano        | Comparata BALLO A modo mio       |
| III      | Enrico         | Comparata CANTO Against all odds |           |           | Pierdavide     | Comparata CANTO Against all odds |
| IV       | Elena          | Comparata BALLO Be be your love  | N.D.      | N.D.      | Stefano        | Comparata BALLO Be be your love  |
| VITTORIA | SQUADRA BIANCA | SQUADRA BIANCA                   | 60%       | 40%       | [ 31 ]         | [ 31 ]                           |

#### Ballottaggi
Considerato il numero di concorrenti al ballottaggio, la commissione ha stabilito due sfide, una tra i cantanti Enrico e Loredana e una tra i ballerini Elena e Rodrigo: al termine delle due sfide, i due eliminati avrebbero dovuto sfidarsi in un'ulteriore sfida stabilendo l'eliminato della serata.

##### Prima sfida
| PROVA    | ENRICO         | ENRICO         | ENRICO         | LOREDANA       | LOREDANA       |
| -------- | -------------- | -------------- | -------------- | -------------- | -------------- |
| I        | Tu non farlo   | Tu non farlo   | Tu non farlo   | Non credere    | Non credere    |
| II       | Il vino        | Il vino        | Il vino        | A feast for me | A feast for me |
| VITTORIA | LOREDANA (60%) | LOREDANA (60%) | LOREDANA (60%) | ENRICO (40%)   | ENRICO (40%)   |

##### Seconda sfida
| PROVA    | ELENA               | ELENA               | ELENA               | RODRIGO                | RODRIGO                |
| -------- | ------------------- | ------------------- | ------------------- | ---------------------- | ---------------------- |
| I        | Give it to me right | Give it to me right | Give it to me right | Variazione Don Quixote | Variazione Don Quixote |
| II       | Ayo technology      | Ayo technology      | Ayo technology      | Variazione ???         | Variazione ???         |
| VITTORIA | RODRIGO (64%)       | RODRIGO (64%)       | RODRIGO (64%)       | ELENA (36%)            | ELENA (36%)            |

##### Ballottaggio finale
Inaspettatamente, al ballottaggio finale il cantante Enrico ha deciso di non sottoporsi alla sfida contro la ballerina Elena, decidendo così di abbandonare il serale.
| PROVA    | ELENA | ELENA | ELENA | ENRICO | ENRICO |
| -------- | ----- | ----- | ----- | ------ | ------ |
| I        | -     | -     | -     | -      | -      |
| VITTORIA | ELENA | ELENA | ELENA | ENRICO | ENRICO |

### Puntata 8
L'ottava puntata del serale è stata trasmessa il 7 marzo 2010 e ha visto la vittoria della squadra bianca per entrambe le sfide e l'uscita del ballerino Rodrigo Almarales.

Come nella puntata precedente, il meccanismo della doppia sfida a squadre ha determinato i concorrenti da mandare al ballottaggio senza possibilità di salvataggio salvo il primo posto in classifica.

Per questa puntata le singole sfide sono sottoposte a televoto: il colore indica quindi la vittoria dello sfidante di una squadra o dell'altra.

#### Prima partita
| PROVA    | SQUADRA BLU    | SQUADRA BLU                                 | VANTAGGIO | VANTAGGIO | SQUADRA BIANCA | SQUADRA BIANCA                              |
| -------- | -------------- | ------------------------------------------- | --------- | --------- | -------------- | ------------------------------------------- |
| I        | Rodrigo        | Comparata BALLO Revolver                    |           |           | Stefano        | Comparata BALLO Revolver                    |
| II       | Matteo         | Comparata CANTO Io che non vivo             |           |           | Pierdavide     | Comparata CANTO Io che non vivo             |
| III      | Elena          | Comparata BALLO What a difference day makes |           |           | Stefano        | Comparata BALLO What a difference day makes |
| IV       | Loredana       | Comparata CANTO La donna cannone            |           |           | Emma           | Comparata CANTO La donna cannone            |
| V        | Elena          | Comparata BALLO Suite per violoncello       | N.D.      | N.D.      | Stefano        | Comparata BALLO Suite per violoncello       |
| VITTORIA | SQUADRA BIANCA | SQUADRA BIANCA                              | 52%       | 48%       | RODRIGO        | RODRIGO                                     |

#### Seconda partita
| PROVA    | SQUADRA BLU    | SQUADRA BLU                        | VANTAGGIO | VANTAGGIO | SQUADRA BIANCA | SQUADRA BIANCA                     |
| -------- | -------------- | ---------------------------------- | --------- | --------- | -------------- | ---------------------------------- |
| I        | Loredana       | Ragazza occhi cielo (inedito)      |           |           | Emma           | Calore (inedito)                   |
| II       | Elena          | Comparata BALLO Britney Spears Mix |           |           | Stefano        | Comparata BALLO Britney Spears Mix |
| III      | Matteo         | Granada                            |           |           | Pierdavide     | Gianna                             |
| IV       | Elena          | Comparata BALLO Losing my religion |           |           | Stefano        | Comparata BALLO Losing my religion |
| V        | Loredana       | Comparata CANTO Pensiero stupendo  |           |           | Emma           | Comparata CANTO Pensiero stupendo  |
| VI       | Elena          | Comparata BALLO Quando Quando      |           |           | Stefano        | Comparata BALLO Quando Quando      |
| VII      | Matteo         | Comparata CANTO El condor pasa     | N.D.      | N.D.      | Pierdavide     | Comparata CANTO El condor pasa     |
| VITTORIA | SQUADRA BIANCA | SQUADRA BIANCA                     | 51%       | 49%       | LOREDANA       | LOREDANA                           |

#### Ballottaggio
| PROVA    | RODRIGO        | RODRIGO        | RODRIGO        | LOREDANA                | LOREDANA                |
| -------- | -------------- | -------------- | -------------- | ----------------------- | ----------------------- |
| I        | Passo a 2      | Passo a 2      | Passo a 2      | Almeno tu nell'universo | Almeno tu nell'universo |
| VITTORIA | LOREDANA (68%) | LOREDANA (68%) | LOREDANA (68%) | RODRIGO (32%)           | RODRIGO (32%)           |

### Puntata 9
La nona puntata del serale è stata trasmessa il 15 marzo 2010 e ha visto l'uscita della ballerina Elena D'Amario.

Vista la particolare composizione delle due squadre, la commissione ha deciso di svolgere tre sfide dirette, al termine delle quali vengono stabiliti i tre concorrenti in ballottaggio:
- Stefano vs Elena
- Pierdavide vs Matteo
- Emma vs Loredana

Le sfide hanno previsto un cavallo di battaglia per ogni concorrente, una prova decisa dalla casa discografica di appartenenza dei cantanti e una prova jolly con il supporto di un cantante o ballerino famoso.
Inoltre, i ballerini Stefano e Elena hanno ottenuto entrambi un contratto di lavoro per un anno rispettivamente con il corpo di ballo dei Complexions di Desmond Richardson e con la compagnia di Parsons Dance Company.

Per questa puntata il televoto è stato aperto per le singole intere sfide: il colore indica quindi solo il vantaggio momentaneo.

#### Prima sfida
| PROVA    | EMMA                               | VANTAGGIO | VANTAGGIO | LOREDANA                      |
| -------- | ---------------------------------- | --------- | --------- | ----------------------------- |
| I        | Comparata CANTO Albachiara         |           |           | Comparata CANTO Albachiara    |
| II       | con Anna Oxa Quando nasce un amore | N.D.      | N.D.      | con Lucio Dalla Anna e Marco  |
| III      | Calore (inedito)                   | N.D.      | N.D.      | Ragazza occhi cielo (inedito) |
| IV       | Comparata CANTO Spaccacuore        | N.D.      | N.D.      | Comparata CANTO Spaccacuore   |
| VITTORIA | EMMA (53%)                         |           |           | LOREDANA (47%)                |

#### Seconda sfida
| PROVA    | STEFANO                                      | VANTAGGIO | VANTAGGIO | ELENA                                        |
| -------- | -------------------------------------------- | --------- | --------- | -------------------------------------------- |
| I        | Comparata BALLO Stereo love                  |           |           | Comparata BALLO Stereo love                  |
| II       | con Desmond Richardson ???                   | N.D.      | N.D.      | con David Parsons ???                        |
| III      | Comparata BALLO Videophone                   | N.D.      | N.D.      | Comparata BALLO Videophone                   |
| IV       | Comparata BALLO Le canzoni dei vecchi amanti | N.D.      | N.D.      | Comparata BALLO Le canzoni dei vecchi amanti |
| V        | Comparata BALLO Soldier of Love              | N.D.      | N.D.      | Comparata BALLO Soldier of Love              |
| VITTORIA | STEFANO (64%)                                |           |           | ELENA (36%)                                  |

#### Terza sfida
| PROVA    | PIERDAVIDE                          | VANTAGGIO | VANTAGGIO | MATTEO                              |
| -------- | ----------------------------------- | --------- | --------- | ----------------------------------- |
| I        | Comparata CANTO My Heart Will Go On |           |           | Comparata CANTO My Heart Will Go On |
| II       | con Fiorella Mannoia Estate         | N.D.      | N.D.      | con Teona Dvali Brindisi            |
| III      | Comparata CANTO Salirò              | N.D.      | N.D.      | Comparata CANTO Salirò              |
| IV       | Di notte                            | N.D.      | N.D.      | La promessa (inedito)               |
| VITTORIA | PIERDAVIDE (53%)                    |           |           | MATTEO (47%)                        |

#### Ballottaggio
Per questa puntata la classifica di gradimento ha salvato il concorrente più alto in classifica tra quelli in ballottaggio (Matteo), definendo quindi il ballottaggio finale tra la ballerina Elena e la cantante Loredana.
| PROVA    | LOREDANA                   | ELENA                    |
| -------- | -------------------------- | ------------------------ |
| I        | Mille giorni di te e di me | Blood On The Dance Floor |
| VITTORIA | LOREDANA (54%)             | ELENA (46%)              |

### Semifinale
La semifinale del serale è stata trasmessa il 22 marzo 2010 e ha visto l'uscita del ballerino Stefano De Martino.

Per questa puntata la commissione ha sciolto le due squadre e stabilito delle sfide incrociate "tutti contro tutti" in cui ogni concorrente si è sfidato con tutti gli altri concorrenti. Si sono svolte quindi 10 sfide e 5 esibizioni singole in cui i concorrenti sono stati accompagnati da un cantante o ballerino famoso.
Legenda:
      Vittoria di Emma

      Vittoria di Loredana 

      Vittoria di Matteo 
       Vittoria di Pierdavide 

      Vittoria di Stefano 
      Parità

N/A Per la singola sfida non viene mostrato il risultato

#### Svolgimento
| SFIDA | STEFANO                    | LOREDANA                                | MATTEO                                            | EMMA                                              | PIERDAVIDE                        | VITTORIA   |
| ----- | -------------------------- | --------------------------------------- | ------------------------------------------------- | ------------------------------------------------- | --------------------------------- | ---------- |
| I     | -                          | Comparata CANTO Nothing compares to you | -                                                 | Comparata CANTO Nothing compares to you           | -                                 | Loredana   |
| II    | Pirlanta                   | -                                       | La danza                                          | -                                                 | -                                 | Stefano    |
| III   | -                          | Comparata CANTO Il mare d'inverno       | -                                                 | -                                                 | Comparata CANTO Il mare d'inverno | Loredana   |
| IV    | El Gaucho                  | -                                       | -                                                 | Tu si 'na cosa grande                             | -                                 | Emma       |
| V     | -                          | -                                       | Comparata CANTO La mia signorina                  | -                                                 | Comparata CANTO La mia signorina  | Pierdavide |
| VI    | Dreaming of a broken heart | Come in ogni ora                        | -                                                 | -                                                 | -                                 | Loredana   |
| VII   | -                          | -                                       | -                                                 | Calore (inedito)                                  | Di notte                          | Pierdavide |
| VIII  | -                          | L'ho visto prima io (inedito)           | Guarda sempre più in là                           | -                                                 | -                                 | Loredana   |
| IX    | The last good day          | -                                       | -                                                 | -                                                 | Una canzone pop                   | Stefano    |
| X     | -                          | -                                       | Comparata CANTO I migliori anni della nostra vita | Comparata CANTO I migliori anni della nostra vita | -                                 | N.D.       |
| XI    | con Eleonora Abbagnato ??  | con Pino Daniele Io per lei             | con Massimo Ranieri La voce del silenzio          | con Craig David Sittin' on the dock of the bay    | con Antonello Venditti Alta marea | N.D.       |

#### Esito finale
I voti ottenuti durante le sfide sommati a quelli della classifica settimanale hanno generato una classifica di accesso alla finale in cui l'ultimo in classifica è stato eliminato.
Hanno quindi avuto accesso alla finale i cantanti Emma, Loredana, Matteo e Pierdavide.
| Numero | Nome       | Esito              |
| ------ | ---------- | ------------------ |
| 1      | EMMA       | Accede alla finale |
| 2      | LOREDANA   | Accede alla finale |
| 3      | MATTEO     | Accede alla finale |
| 4      | PIERDAVIDE | Accede alla finale |
| 5      | STEFANO    | Eliminato          |

### Finale
Ospiti: Marco Carta, Alessandra Amoroso e Valerio Scanu.
La finale è stata trasmessa il 29 marzo 2010 e ha visto vincitrice la cantante Emma, con l'81% dei voti, che si è aggiudicata il premio di 200 000 €.

Il premio della critica di 50 000 € è stato vinto da Pierdavide Carone.
Nel tabellone sono indicate le singole sfide disputate nel corso della puntata finale. Laddove le singole sfide sono contrassegnate da un colore, si indica chi in quel momento è in vantaggio nel televoto. I colori rispecchiano le divise indossate dal singolo componente nella puntata finale.
Legenda:
      Vantaggio di Emma

      Vantaggio di Loredana 
       Vantaggio di Pierdavide 

      Vantaggio di Matteo 
      Parità

N/A Per la singola sfida non viene mostrato il vantaggio

#### Prima sfida
| PROVA    | MATTEO                      | PIERDAVIDE                  | VANTAGGIO  |
| -------- | --------------------------- | --------------------------- | ---------- |
| I        | Con te partirò              | Il ballo di San Vito        | PIERDAVIDE |
| II       | Who wants to live forever   | Trullallero rullallà        | N.D.       |
| III      | Hairspray                   | American Graffiti           | PIERDAVIDE |
| IV       | Comparata CANTO Certe notti | Comparata CANTO Certe notti | N.D.       |
| V        | Nessun dorma                | Berta filava                | N.D.       |
| VI       | Guarda sempre più in là     | Di notte                    | N.D.       |
| QUARTO   | MATTEO 44%                  | MATTEO 44%                  |            |
| VITTORIA | PIERDAVIDE 56%              | PIERDAVIDE 56%              |            |

#### Seconda sfida
| PROVA    | PIERDAVIDE                                          | LOREDANA                                            | VANTAGGIO  |
| -------- | --------------------------------------------------- | --------------------------------------------------- | ---------- |
| I        | Comparata CANTO La leva calcistica della classe '68 | Comparata CANTO La leva calcistica della classe '68 | PIERDAVIDE |
| II       | Bohemian Rhapsody                                   | La mia storia tra le dita                           | PIERDAVIDE |
| III      | La ballata dell'ospedale                            | La voce delle stelle                                | PARITÀ     |
| IV       | Anche per te                                        | Mentre tutto scorre                                 | N.D.       |
| V        | Comparata CANTO Niente paura                        | Comparata CANTO Niente paura                        | N.D.       |
| VI       | Superstar                                           | A te                                                | N.D.       |
| TERZO    | PIERDAVIDE 49%                                      | PIERDAVIDE 49%                                      |            |
| VITTORIA | LOREDANA 51%                                        | LOREDANA 51%                                        |            |

#### Finalissima
| PROVA      | EMMA                           | LOREDANA                       | VANTAGGIO |
| ---------- | ------------------------------ | ------------------------------ | --------- |
| I          | E se domani                    | Oggi sono io                   | EMMA      |
| II         | Comparata CANTO Why            | Comparata CANTO Why            | N.D.      |
| III        | Comparata CANTO Dedicato       | Comparata CANTO Dedicato       | LOREDANA  |
| IV         | Calore (inedito)               | Ragazza occhi cielo (inedito)  | PARITÀ    |
| V          | If I ain't got you             | Dio come ti amo                | N.D.      |
| VI         | Meravigliosa (inedito)         | L'ho visto prima io (inedito)  | N.D.      |
| VII        | Comparata CANTO Sei nell'anima | Comparata CANTO Sei nell'anima | N.D.      |
| SECONDA    | LOREDANA 19%                   | LOREDANA 19%                   |           |
| VINCITRICE | EMMA 81%                       | EMMA 81%                       |           |

## Tabellone della classifica di gradimento
Nel tabellone sono indicate le posizioni dei singoli concorrenti nella classifica di gradimento settimanale.
Legenda:

N/A: Dato non disponibile
     Salvabile dalla classifica
     Ultimo in classifica
     Eliminato/a 
|                          | 17/01      | 24/01      | 31/01      | 07/02      | 14/02      | 21/02      | 28/02      | 07/03      | 15/03      | 22/03      | 29/03      |
| N° Concorrenti salvabili | 6          | 5          | 5          | 3          | 3          | 1          | 1          | 1          | 0          | 0          | FINALE     |
| ------------------------ | ---------- | ---------- | ---------- | ---------- | ---------- | ---------- | ---------- | ---------- | ---------- | ---------- | ---------- |
| 1°                       | Matteo     | Pierdavide | Matteo     | Matteo     | Loredana   | Matteo     | Matteo     | Matteo     | Matteo     | Emma       | Matteo     |
| 2°                       | Elena      | Matteo     | Stefano    | Emma       | Matteo     | Loredana   | Loredana   | Loredana   | Loredana   | Loredana   | Loredana   |
| 3°                       | Enrico     | Elena      | Pierdavide | Loredana   | Emma       | Emma       | Emma       | Emma       | Emma       | Matteo     | Emma       |
| 4°                       | Emma       | Emma       | Elena      | Elena      | Stefano    | Stefano    | Stefano    | Stefano    | Stefano    | Pierdavide | Pierdavide |
| 5°                       | Loredana   | Michele    | Michele    | Stefano    | Michele    | Pierdavide | Pierdavide | Pierdavide | Pierdavide | Stefano    |            |
| 6°                       | Rodrigo    | Loredana   | Loredana   | Pierdavide | Elena      | Enrico     | Enrico     | Elena      | Elena      |            |            |
| 7°                       | Borana     | Angelo     | Emma       | Michele    | Pierdavide | Elena      | Elena      | Rodrigo    |            |            |            |
| 8°                       | Angelo     | Stefano    | Stefanino  | Enrico     | Enrico     | Grazia     | Rodrigo    |            |            |            |            |
| 9°                       | Michele    | Stefanino  | Grazia     | Grazia     | Rodrigo    | Rodrigo    |            |            |            |            |            |
| 10°                      | Grazia     | Enrico     | Enrico     | Borana     | Grazia     |            |            |            |            |            |            |
| 11°                      | Stefano    | Rodrigo    | Borana     | Rodrigo    |            |            |            |            |            |            |            |
| 12°                      | Pierdavide | Grazia     | Rodrigo    |            |            |            |            |            |            |            |            |
| 13°                      | Anna       | Borana     |            |            |            |            |            |            |            |            |            |

## Commissione della Critica
Nell'ultima puntata è presente una commissione per assegnare tra i finalisti il premio della critica del valore di € 50.000. La commissione è composta da:
| Francesca Figus              | L'Unione Sarda      |
| Stefano Mannucci             | Il Tempo            |
| Michela Tamburrino           | La Stampa           |
| Valeria Braghieri            | Il Giornale         |
| Marco Molendini              | Il Messaggero       |
| Marco Mangiarotti            | Il Giorno           |
| Maria Volpe                  | Corriere della Sera |
| Gianmarco Mazzi              |                     |
| Stefano Veronesi             | Tezenis             |
| Alessandra Menzani           | Libero              |
| Elisabetta Malvagna          | ANSA                |
| Antonella Nesi               | Adnkronos           |
| Carlo Antonelli              | RollingStone        |
| Andrea Laffranchi            | Corriere della Sera |
| Paolo Giordano               | Il Giornale         |
| Luca Dondoni                 | La Stampa           |
| Platinette                   |                     |
| Francesco Mandelli           | 105 / Virgin / RMC  |
| Stefania Lillo Marco Baldini | Radio Kiss Kiss     |
| Federica Gentile             | Radio Due           |
| Tony Vandoni                 | Radio Italia        |
| Marco Balestri               | Radio 101           |
| La Pina                      | Radio Deejay        |
| Charlie Gnocchi              | RTL                 |

## Ascolti
| Puntata    | Messa in onda    | Telespettatori | Share  | Fonte    |
| ---------- | ---------------- | -------------- | ------ | -------- |
| 1          | 17 gennaio 2010  | 4 507 000      | 23,40% | [ F 12 ] |
| 2          | 24 gennaio 2010  | 4 313 000      | 20,49% | [ F 13 ] |
| 3          | 31 gennaio 2010  | 4 676 000      | 21,97% | [ F 14 ] |
| 4          | 7 febbraio 2010  | 4 921 000      | 24,74% | [ F 15 ] |
| 5          | 14 febbraio 2010 | 4 411 000      | 21,14% | [ F 16 ] |
| 6          | 21 febbraio 2010 | 4 476 000      | 21,77% | [ F 17 ] |
| 7          | 28 febbraio 2010 | 4 608 000      | 22,09% | [ F 18 ] |
| 8          | 7 marzo 2010     | 4 444 000      | 22,25% | [ F 19 ] |
| 9          | 15 marzo 2010    | 5 088 000      | 23,09% | [ F 20 ] |
| Semifinale | 22 marzo 2010    | 5 018 000      | 23,38% | [ F 21 ] |
| Finale     | 29 marzo 2010    | 5 940 000      | 29,90% | [ F 22 ] |
| Media      | Media            | 4 763 000      | 23,11% |          |

## 9, il secondo CD diAmici 9
Il successo ottenuto negli ultimi anni da altri cantanti appartenenti alle precedenti edizioni di Amici come Karima Ammar (terza classificata della sesta edizione), Marco Carta (vincitore della settima edizione e della cinquantanovesima edizione del Festival di Sanremo), Valerio Scanu (secondo classificato dell'ottava edizione e vincitore della sessantesima edizione del Festival di Sanremo), e Alessandra Amoroso (vincitrice dell'ottava edizione), ha attirato in modo più decisivo l'attenzione delle case discografiche che in questa edizione si sono mosse fin dall'inizio valutando le capacità e le potenzialità dei cantanti più promettenti.

Dopo il primo CD, Sfida, il presidente della Sony Music italiana, Rudy Zerbi, ha voluto bissare il successo con un secondo CD di inediti intitolato 9 distribuito dal 12 febbraio 2010, a cui hanno partecipato gli otto cantanti che hanno avuto accesso al serale e che si è subito posizionato dalla prima settimana nelle prime posizioni delle classifiche italiane.

## L'attenzione delle case discografiche
Nel corso delle sfide del serale sono stati presentati gli inediti proposti per i cantanti come Ragazza occhi cielo di Loredana, Calore e Meravigliosa di Emma, La promessa e Guarda sempre più in là di Matteo, Superstar e Di notte di Pierdavide, Tu non farlo e Libera nel mondo di Enrico che hanno subito ottenuto un forte riscontro con il pubblico e con le radio che hanno riproposto alcuni di questi.

Il programma è riuscito quindi a conquistare un più ampio respiro tanto che già durante la fase serale le case discografiche hanno concretizzato i loro interessi proponendo dei contratti ad alcuni dei cantanti di questa edizione che hanno quindi avuto la possibilità di produrre il loro primo EP. In particolare sono nate le seguenti collaborazioni artistiche:
- Emma e la casa discografica Universal, con cui il 16 marzo 2010 ha pubblicato il primo EP intitolato Oltre, subito posizionato primo in classifica.
- Enrico Nigiotti e la casa discografica Sugar, con cui il 26 marzo 2010 ha pubblicato il primo EP intitolato Enrico Nigiotti.
- Loredana Errore e la casa discografica Sony, con cui il 19 marzo 2010 ha pubblicato il primo EP intitolato Ragazza occhi cielo, arrivato al terzo posto in classifica.
- Matteo Macchioni e la casa discografica Sugar, con cui il 25 gennaio 2011 ha pubblicato il primo album intitolato D'altro canto.
- Pierdavide Carone e la casa discografica Sony, con cui il 30 marzo 2010 ha pubblicato il primo album intitolato Una canzone pop, subito posizionato primo in classifica.

## L'interesse delle compagnie di ballo
Oltre alle tre borse di studio promesse all'inizio del programma con l'Accademia di José Limon a New York, il Teatro San Carlo di Napoli e il Boston Ballet, nell'ultima parte del serale si sono interessate altre compagnie di ballo internazionali che hanno proposto contratti di lavoro ai ballerini di questa edizione. In particolare:
- Elena D'Amario ha ottenuto un contratto per un anno con la Parsons Dance Company
- Stefano De Martino ha ottenuto un contratto per un anno con il Complexions Contemporary Ballet
- Rodrigo Almarales Gonzalez ha ottenuto la borsa di studio per un anno di lavoro presso il Boston Ballet.